# Sri-lankische Cricket-Nationalmannschaft in Pakistan in der Saison 1981/82
Die Tour der sri-lankischen Cricket-Nationalmannschaft nach Pakistan in der Saison 1981/82 fand vom 5. bis zum 31. März 1982 statt. Die internationale Cricket-Tour war Bestandteil der Internationalen Cricket-Saison 1981/82 und umfasste drei Tests und drei ODIs. Pakistan gewann die Test-Serie 2–0 und die ODI-Serie 2–1.

## Vorgeschichte
Pakistan spielte zuvor ein Drei-Nationen-Turnier in Australien, Sri Lanka eine Tour gegen England.
Es war das erste Aufeinandertreffen der beiden Mannschaften bei einer Tour.

## Stadien
Die folgenden Stadien wurden für die Tour als Austragungsort vorgesehen.
| Stadion          | Stadt      | Kapazität | Spiele               |
| ---------------- | ---------- | --------- | -------------------- |
| Iqbal Stadium    | Faisalabad | 18.000    | 2. Test              |
| National Stadium | Karachi    | 34.228    | 1. Test; 1. & 3. ODI |
| Gaddafi Stadium  | Lahore     | 60.000    | 3. Test; 2. ODI      |

## Kaderlisten
Die Kaderlisten wurden vor der Tour bekanntgegeben.
| Test | Test | ODI | ODI |
| Pakistan | Sri Lanka | Pakistan | Sri Lanka |
| --- | --- | --- | --- |
| - Ashraf Ali - Haroon Rasheed - Imran Khan - Iqbal Qasim - Javed Miandad - Majid Khan - Mansoor Akhtar - Mohsin Kamal - Mudassar Nazar - Rashid Khan - Rizwan -uz-Zaman - Saleem Malik - Saleem Yousuf - Tahir Naqqash - Tauseef Ahmed - Wasim Raja - Zaheer Abbas | - Roy Dias - Mahes Goonatilleke - Rohan Jayasekera - Sanath Kaluperuma - Ranjan Madugalle - Chaminda Mendis - Keerthi Ranasinghe - Arjuna Ranatunga - Rumesh Ratnayeke - Bandula Warnapura - Sidath Wettimuny - Roger Wijesuriya - Ashantha de Mel - Somachandra de Silva - Ajit de Silva | - Ashraf Ali - Haroon Rasheed - Imran Khan - Iqbal Qasim - Jalal-ud-Din - Javed Miandad - Mansoor Akhtar - Mohsin Kamal - Mudassar Nazar - Rashid Khan - Saleem Malik - Saleem Yousuf - Sikander Bakht - Tahir Naqqash - Tauseef Ahmed - Wasim Raja - Zaheer Abbas | - Roy Dias - Mahes Goonatilleke - Rohan Jayasekera - Ranjan Madugalle - Chaminda Mendis - Keerthi Ranasinghe - Arjuna Ranatunga - Rumesh Ratnayeke - Bandula Warnapura - Sidath Wettimuny - Roger Wijesuriya - Ashantha de Mel - Somachandra de Silva - Ajit de Silva |

## Tests

### Erster Test in Karachi
| 5. – 10. März Scorecard | Karachi | Pakistan 396 (103.2) & 301-4 (90) | – | Sri Lanka 344 (112.4) & 149 (47.1) |
|                         |         | Pakistan gewinnt mit 204 Runs     |   |                                    |

### Zweiter Test in Faisalabad
| 14. – 19. März Scorecard | Faisalabad | Sri Lanka 454 (155) & 154-8d (63) | – | Pakistan 270 (92) & 186-7 (59) |
|                          |            | Remis                             |   |                                |

### Dritter Test in Lahore
| 22. – 27. März Scorecard | Lahore | Sri Lanka 240 (76.3) & 158 (61.5)               | – | Pakistan 500-7d (119) |
|                          |        | Pakistan gewinnt mit einem Innings und 102 Runs |   |                       |

## One-Day Internationals

### Erstes ODI in Karachi
| 12. März Scorecard | Karachi | Sri Lanka 171-3 (33/33)        | – | Pakistan 174-2 (29.2/33) |
|                    |         | Pakistan gewinnt mit 8 Wickets |   |                          |

### Zweites ODI in Lahore
| 29. März Scorecard | Lahore | Pakistan 239-4 (40/40)                         | – | Sri Lanka 227-4 (33/33) |
|                    |        | Sri Lanka gewinnt mit 30 Runs (Revised Target) |   |                         |

### Drittes ODI in Karachi
| 31. März Scorecard | Karachi | Sri Lanka 218 (39.3/40)        | – | Pakistan 222-5 (38.1/40) |
|                    |         | Pakistan gewinnt mit 5 Wickets |   |                          |